# جارلی
جارلی (به لاتین: Carlı یا Çarlı) یک منطقه مسکونی در جمهوری آذربایجان است که در شهرستان کردامیر واقع شده است. جارلی ۱۲۸۹ نفر جمعیت دارد.